# Терещенко Олександр Власович
Олександр Власович Терещенко (рос. Терещенко Александр Власьевич, *1806, Зіньків — †21 лютого (5 березня) 1865, Зіньків) — російський та український етнограф і археолог, літературознавець. Дійсний статський радник.

## Життєпис
Народився в місті Зіньків Зіньківського повіту Полтавської губернії Російської імперії.
У 1823 році закінчив навчання у Полтавській гімназії (Перша чоловіча гімназія). Отримав вищу освіту в Харківському університеті, де був учнем відомого письменника-байкаря П. П. Гулака-Артемовського.
Довгі роки працював у Санкт-Петербурзі та Москві (Рум'янцевський музей), займався бібліографією, писав книжки, статті, проводив археологічні розкопки у Нижньому Поволжі та на півдні України. По 1855 році вийшов у відставку, повернувся в Україну, жив у Полтаві й Зінькові. Статті вчений друкував у журналах «рос. Библиографические записки», «рос. Северная пчела», «рос. Сын Отечества», «рос. Русский Архив» та ін..
Він був одним з перших біографів І. Котляревського («Основа», 1861 р., кн. 2).
Був старанним співробітником археографічної комісії. Вивчав історію кочівників причорноморських степів, вів археологічні розкопки, описав сотні пам'ятників. Все життя працював над збиранням історичних документів і матеріалів; займався дослідженням різних архівів: Астраханського, Віленського, Варшавського та ін., а головне займався тими архівами, що стосувалися України.
Помер в м. Зіньків, і там похований.

## Праці
- (рос.)«Быт русского народа [Архівовано 5 березня 2016 у Wayback Machine.]» (1848; містить чимало українського матеріалу),
- (рос.)«Очерки Новороссійского края» (1854),
- (рос.)«О могильных насипях и каменных бабах в губерниях Екатеринославской и Херсонской».
- (рос.)Терещенко А. В., Опыт обозрения жизни сановников управлявших иностранными делами в России. Часть I [Архівовано 28 квітня 2016 у Wayback Machine.]. Сановники, управлявшие иностранными делами, до учреждения звания канцлеров. — СПб., 1837. — 283 с.
- (рос.)Терещенко А. В., Опыт обозрения жизни сановников управлявших иностранными делами в России. Часть II [Архівовано 28 квітня 2016 у Wayback Machine.]. Канцлеры. — СПб., 1837. — 348 с.
- (рос.)Терещенко А. В., Опыт обозрения жизни сановников управлявших иностранными делами в России. Часть III [Архівовано 28 квітня 2016 у Wayback Machine.]. Вице-канцлеры. — СПб., 1837. — 221 с.
- (рос.) «Статистичний опис м. Полтави в 1858 році», 1893 р.

та інші.